# Thelxinoé (lune)
Pour les articles homonymes, voir Thelxinoé.
Thelxinoé est un satellite naturel de Jupiter.

## Caractéristiques physiques
Peu de choses sont connues sur Thelxinoé, mais il s'agit de l'un des plus petits satellites de Jupiter. Sa magnitude de 16,4 conduit à un diamètre moyen d'environ 2 kilomètres.

## Orbite
Thelxinoé orbite autour de Jupiter à la distance moyenne de 20 454 000 km en un peu plus de 597 jours, avec une inclinaison de 151° sur l'écliptique et une excentricité de 0,27. Son orbite est rétrograde.
Thelxinoé appartient au groupe d'Ananké.

Diagramme illustrant l'orbite des satellites irréguliers de Jupiter. Le groupe d'Ananké est visible sur le centre-gauche.
Diagramme illustrant l'inclinaison des membres du cœur du groupe d'Ananké en fonction du demi-grand axe.

## Historique

### Découverte
Thelxinoé fut découvert par l'équipe de Scott Sheppard sur des images datant du 9 février 2003 ; la découverte fut annoncée le 24 janvier 2004.

### Dénomination
Thelxinoé porte le nom de Thelxinoé, personnage de la mythologie grecque ; Thelxinoé était l'une des quatre Muses originelles, filles de Zeus (équivalent grec de Jupiter) et de Mnémosyne. Une des sirènes porte le même nom.
Thelxinoé reçut son nom officiel le 30 mars 2005. Auparavant, il était désigné par sa désignation provisoire S/2003 J 22, le 22e satellite découvert autour de Jupiter en 2003.